# SFC Opava 2025/2026
Tento článek se zabývá celkovým děním v klubu SFC Opava v sezoně 2025/26 a jeho působením v Chance národní lize a ligovém poháru.

## Klub
Novým generálním partnerem se 7. července 2025 stala společnost Simply You Pharmaceuticals a.s., nově se tak loga jak této firmy, tak i jejich produktů Clavin a Ocutein nachází např. na obou sadách dresů. Opavský stadion se nově jmenuje Simply Arena.

### Realizační tým
Hlavním trenérem je i nadále Roman Nádvorník. Před sezonou se stal novým asistentem Jan Navrátil, který vedl U19 kategorii ženské reprezentace. Novým kondičním trenérem se stal bývalý hráč opavských Petr Zapalač.
V srpnu 2025 z funkce předsedy odešel Tomáš Hůlovec.
Aktuální k 20. srpnu 2025.
| Post              | Jméno           |
| ----------------- | --------------- |
| Hlavní trenér     | Roman Nádvorník |
| Asistent trenéra  | Jan Navrátil    |
| Trenér brankářů   | Martin Vaniak   |
| Vedoucí mužstva   | David Baier     |
| Kondiční trenér   | Petr Zapalač    |
| Kustod            | Adam Rychlý     |
| Klubové vedení    |                 |
| Předseda          | -               |
| Místopředseda     | Andrej Krajíček |
| Místopředseda     | Martin Latka    |
| Sportovní manažer | Martin Latka    |

## Soupiska

### A-tým
Aktuální k 3. srpnu 2025.
| Číslo     | Poz.     | Nár.                | Hráč                             | Datum narození a věk        | 2025/2026 | 2025/2026 | 2025/2026 | 2025/2026 | 2025/2026 |
| Číslo     | Poz.     | Nár.                | Hráč                             | Datum narození a věk        | Z.        | Gól       | A.        |           | Vyloučení |
| Brankáři  | Brankáři | Brankáři            | Brankáři                         | Brankáři                    | Brankáři  | Brankáři  | Brankáři  | Brankáři  | Brankáři  |
| --------- | -------- | ------------------- | -------------------------------- | --------------------------- | --------- | --------- | --------- | --------- | --------- |
| 1         | B        | Česko               | Matěj Hafera                     | 7. června 2005 (20 let)     | 0         | 0         | 0         | 0         | 0         |
| 31        | B        | Česko               | Jiří Ciupa                       | 7. května 1998 (27 let)     | 0         | 0         | 0         | 0         | 0         |
| 77        | B        | Česko               | Matouš Babka                     | 2. ledna 2002 (23 let)      | 4         | 0         | 0         | 1         | 0         |
| Obránci   |          |                     |                                  |                             |           |           |           |           |           |
| 3         | O        | Česko               | Adam Buchta                      | 3. února 2005 (20 let)      | 0         | 0         | 0         | 0         | 0         |
| 4         | O        | Česko               | Jaromír Srubek                   | 21. září 2000 (24 let)      | 4         | 1         | 1         | 2         | 0         |
| 5         | O        | Česko               | Sebastian Pejša                  | 15. listopadu 2004 (20 let) | 0         | 0         | 0         | 0         | 0         |
| 6         | O        | Česko               | Jiří Janoščín                    | 8. října 1992 (32 let)      | 4         | 1         | 1         | 1         | 0         |
| 8         | O        | Česko               | Felix Čejka                      | 1. ledna 2001 (24 let)      | 4         | 2         | 1         | 0         | 0         |
| 20        | O        | Česko               | Roman Zálešák                    | 15. ledna 2001 (24 let)     | 4         | 0         | 0         | 0         | 0         |
| 22        | O        | Česko               | Matěj Helešic                    | 12. listopadu 1996 (28 let) | 4         | 1         | 0         | 0         | 0         |
| 23        | O        | Česko               | Ondřej Lehoczki                  | 10. února 1998 (27 let)     | 3         | 0         | 0         | 2         | 1         |
| 99        | O        | Mauricius           | Wilson Mootoo                    | 8. dubna 2002 (23 let)      | 0         | 0         | 0         | 0         | 0         |
| 2         | O        | Slovensko           | Šimon Mičuda                     | 28. ledna 2004 (21 let)     | 0         | 0         | 0         | 0         | 0         |
| Záložníci |          |                     |                                  |                             |           |           |           |           |           |
| 9         | Z        | Česko               | Barnabáš Lacík                   | 6. května 2002 (23 let)     | 4         | 0         | 0         | 0         | 0         |
| 13        | Z        | Česko               | Jakub Fabiánek                   | 22. května 2003 (22 let)    | 0         | 0         | 0         | 0         | 0         |
| 14        | Z        | Slovensko           | Marcel Novák                     | 12. června 2002 (23 let)    | 4         | 1         | 1         | 1         | 0         |
| 16        | Z        | Česko               | Eliáš Barteska                   | 6. ledna 2009 (16 let)      | 1         | 0         | 0         | 0         | 0         |
| 17        | Z        | Česko               | Ondřej Strnadel                  | 14. srpna 2007 (18 let)     | 0         | 0         | 0         | 0         | 0         |
| 19        | Z        | Kapverdy            | Papalelé                         | 16. května 1998 (27 let)    | 4         | 0         | 1         | 1         | 0         |
| 21        | Z        | Bosna a Hercegovina | Nikola Turanjanin                | 12. dubna 2001 (24 let)     | 2         | 0         | 0         | 1         | 0         |
| 28        | Z        | Česko               | Adam Sochor                      | 23. prosince 2004 (20 let)  | 3         | 0         | 0         | 0         | 0         |
| 29        | Z        | Česko               | Jakub Rezek                      | 29. května 1998 (27 let)    | 4         | 1         | 0         | 1         | 0         |
| 34        | Z        | Česko               | Daniel Kaštánek (na host.)       | 12. března 2003 (22 let)    | 4         | 0         | 1         | 1         | 0         |
| 36        | Z        | Česko               | Michael Vladař                   | 6. května 2006 (19 let)     | 0         | 0         | 0         | 0         | 0         |
| Útočníci  |          |                     |                                  |                             |           |           |           |           |           |
| 7         | Ú        | Česko               | Josef Blatný                     | 20. ledna 2005 (20 let)     | 0         | 0         | 0         | 0         | 0         |
| 10        | Ú        | Česko               | Ladislav Mužík                   | 25. července 1998 (27 let)  | 4         | 0         | 0         | 0         | 0         |
| 11        | Ú        | Česko               | Tomáš Rataj                      | 21. března 2003 (22 let)    | 4         | 0         | 1         | 0         | 0         |
| 26        | Ú        | Senegal             | El Hadji Latyr Ndiaye (na host.) | 12. srpna 1999 (26 let)     | 1         | 0         | 0         | 0         | 0         |
| 40        | Ú        | Nigérie             | Hamza Abdullahi                  | 8. října 2005 (19 let)      | 0         | 0         | 0         | 0         | 0         |
|           | Ú        | USA                 | Hale Lombard                     | 13. června 2000 (25 let)    | 0         | 0         | 0         | 0         | 0         |

Legenda
- Statistiky jsou ze všech soutěžních utkání, tj. z ligy i poháru.
- V posledním sloupci uveden celkový počet odehraných soutěžních zápasů v opavském dresu v kariéře.
- Kurzívu a přeškrtnuté číslo mají hráči, kteří odešli v průběhu sezony.

## Přestupy

### Příchody

#### Letní přestupové období
| Datum             | Č. | Poz. | Hráč                  | Věk | Odkud přišel      | Typ                       | Ref    |
| ----------------- | -- | ---- | --------------------- | --- | ----------------- | ------------------------- | ------ |
| 3. června 2025    | 20 | O    | Roman Zálešák         | 24  | FK Varnsdorf      | volný hráč                | [ 6 ]  |
| 10. června 2025   | 9  | Z    | Barnabáš Lacík        | 23  | MFK Vyškov        | přestup                   | [ 7 ]  |
| 12. června 2025   | 22 | O    | Matěj Helešic         | 28  | FK Pardubice      | změna hostování v přestup | [ 8 ]  |
| 16. června 2025   | 13 | Z    | Jakub Fabiánek        | 22  | SK Sigma Olomouc  | přestup                   | [ 9 ]  |
| 17. června 2025   | 14 | Z    | Marcel Novák          | 23  | MFK Vyškov        | přestup                   | [ 10 ] |
| 29. června 2025   | 21 | Z    | Nikola Turanjanin     | 24  | FK Laktaši        | volný hráč                | [ 11 ] |
| 1. července 2025  | 5  | O    | Sebastian Pejša       | 20  | TJ Unie Hlubina   | konec hostování           |        |
| 6. července 2025  | 34 | Z    | Daniel Kaštánek       | 22  | AC Sparta Praha B | hostování                 | [ 12 ] |
| 14. července 2025 | 31 | B    | Jiří Ciupa            | 27  | TS Galaxy         | přestup                   | [ 13 ] |
| 16. července 2025 | 40 | Ú    | Hamza Abdullahi       | 19  | Nigérie           | přestup                   | [ 14 ] |
| 11. srpna 2025    | 26 | Ú    | El Hadji Latyr Ndiaye | 26  | FC Zlín           | hostování                 | [ 15 ] |
|                   |    |      |                       |     |                   |                           |        |

### Odchody

#### Letní přestupové období
| Datum             | Č. | Poz. | Hráč                | Věk | Kam šel                      | Typ                       | Ref    |
| ----------------- | -- | ---- | ------------------- | --- | ---------------------------- | ------------------------- | ------ |
| 25. května 2025   | 18 | Ú    | Libor Kozák         | 36  |                              | konec kariéry             | [ 16 ] |
| 30. června 2025   | 26 | B    | Adam Richter        | 26  | MFK Chrudim                  | konec smlouvy             | [ 17 ] |
| 30. června 2025   | 8  | O    | Patrik Wehowský     | 20  | MFK Chrudim                  | změna hostování v přestup | [ 18 ] |
| 30. června 2025   | 27 | O    | Matěj Hýbl          | 30  | MFK Chrudim                  | konec smlouvy             | [ 17 ] |
| 30. června 2025   | 33 | O    | Tomáš Jaššo         | 21  | MŠK Žilina                   | konec hostování           | [ 17 ] |
| 30. června 2025   | 37 | O    | Valentin Metgenberg | 21  |                              | ukončení smlouvy          | [ 17 ] |
| 30. června 2025   | 14 | Z    | Adam Ondráček       | 30  | FK Arsenal Česká Lípa        | konec smlouvy             | [ 17 ] |
| 30. června 2025   | 20 | Z    | Filip Blecha        | 27  | FC Zbrojovka Brno            | konec smlouvy             | [ 17 ] |
| 30. června 2025   | 13 | Z    | Solomon Omale       | 24  | FC Sellier & Bellot Vlašim   | konec smlouvy             | [ 19 ] |
| 23. července 2025 | 7  | Ú    | Josef Blatný        | 20  | FK SK Polanka nad Odrou      | hostování                 | [ 20 ] |
| 24. července 2025 |    | Ú    | Bohdan Velička      | 26  | FK Frýdek-Místek             | hostování                 | [ 20 ] |
| 25. července 2025 | 2  | O    | Šimon Mičuda        | 21  | MFK Tatran Liptovský Mikuláš | přestup                   | [ 21 ] |
| 29. července 2025 | 36 | Z    | Michael Vladař      | 19  | TJ Unie Hlubina              | hostování                 | [ 20 ] |
| 12. srpna 2025    | 17 | Z    | Ondřej Strnadel     | 17  | MFK Karviná                  | hostování                 | [ 22 ] |
|                   |    |      |                     |     |                              |                           |        |

### Hráči na testech

#### Léto:[23][24]
Filip Ulrich, Muslim Saleh, Abov Avetisjan, Hamza Abdullahi, Nikola Turanjanin